# Llista de rèptils del Solsonès
Aquesta llista de rèptils del Solsonès inclou el nom comú de totes les espècies de rèptils trobades al Solsonès ordenats alfabèticament: Segons la bibliografia citada són un total de 17 espècies i 4 espècies més que es considera probable que es trobin al Solsonès tot i que no se n'ha constatat la seva presència de forma fefaent.
La llista també inclou les diferents formes de nom comú d'una espècie quan es dona aquesta circumstància. En aquests casos, la segona o tercera forma de denominació apareix entre parèntesis.

## Tortugues

### Tortuga de rierol
La tortuga de rierol (Mauremys leprosa) és l'única espècie de tortuga autòctona de la comarca. Tot sembla indicar, però, que actualment és molt rara, si no extinta al Solsonès.
Aquesta tortuga viu en rieres o basses d'aigües permanents i amb poc corrent en àrees d'altituds inferiors al 600 metres, amb una pluviositat anual d'entre els 500 i 900 mm i una temperatura mitjana superior als 11 °C. Les poques citacions de què es disposen es concentren al sud de la comarca. S'ha localitzat al pantà de Sant Ponç entre els anys 1994 i 1995, i a la riera de Sanaüja a principis dels anys noranta.

### Lluert

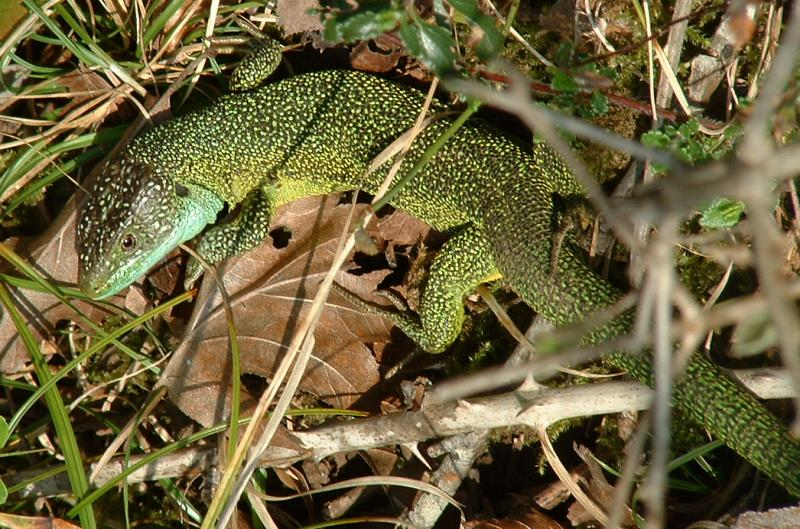
Mascle

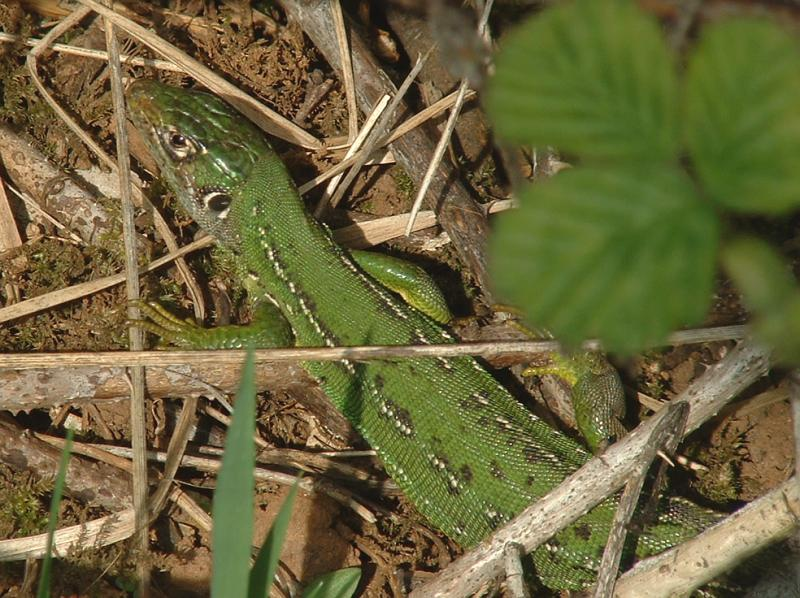
Femella

## Serps

### Serp de collaret
Detectada aquest estiu 09 una nova població a la zona de Llobera.